# Ella Pamfilova
Ella Aleksandrovna Pamfilova (ryska: Элла Александровна Памфилова), född 12 september 1953 i Almalyk i Uzbekiska SSR i Sovjetunionen (nu Uzbekistan), är en rysk ingenjör, politiker och statstjänsteman.
Pamfilova studerade 1970–1976 elektroteknik vid Moskvas energiinstitut och arbetade från 1976 till 1989 som ingenjör vid Moskvas energikoncern Mosenergo. Där blev hon också ordförande för fackklubben och medlem i kommunistpartiet. Som fackledare blev hon 1989 folkdeputerad (народный депутат) ledamot av Sovjetunionens högsta sovjet, ledamot av utskottet för ekologi och naturresurser, kommissionen för korruptionsbekämpning samt var 1990–1991 sekreterare i kommissionen för privilegier och förmåner. År 1990 utträdde hon ur kommunistpartiet.
Från 15 november 1991 till 2 mars 1994 var hon socialminister i Boris Jeltsins regering, vid övergången från Ryska sovjetrepubliken till Ryska federationen. Hon avgick på egen begäran våren 1994. I maj 1994 utsågs hon till ordförande i ryska presidentens nyinrättade råd för socialpolitik. I maj 1996 blev hon ledare för rörelsen "För ett hälsosamt Ryssland".
Både 1993 och 1995 hade hon invalts i statsduman på mandat från Kaluga oblast, men vid valet 1999 kom hon inte in i statsduman. I stället kandiderade hon, som första kvinna i Rysslands historia, i presidentvalet 2000, men fick bara 1,1 procent av rösterna. Den 17 april 2000 blev hon ledamot av den oberoende kommissionen för utredande av övergrepp och skyddet av mänskliga rättigheter i norra Kaukasus och 2001 stod hon som medgrundare av Allryska medborgarforumet.
Från november 2004 till 30 juli 2010 var hon ordförande för rådet för mänskliga rättigheter (Совет по правам человека). I den rollen riktade hon kritik mot ungdomsorganisationen Nasji, som under ett sommarläger hade hånat förkämpar för mänskliga rättigheter. Hon försäkrade senare att hon hade avgått frivilligt. Åren 2014–2016 var hon kommissionär för mänskliga rättigheter i Ryska federationen.
Den 28 mars 2016 utsågs Pamfilova till ordförande i centrala valkommissionen, som bland annat överprövar beslut av de regionala valkommissionerna inför valet i september 2016 till statsduman och regionalfullmäktige.